# Nemopistha imperatrix
Nemopistha imperatrix är en insektsart som först beskrevs av John Obadiah Westwood 1867.  Nemopistha imperatrix ingår i släktet Nemopistha och familjen Nemopteridae. Inga underarter finns listade i Catalogue of Life.